# Ube halaya
L'ube halaya è un dolce filippino a base di ignami viola bolliti e schiacciati. L'ube halaya è alla base di pasticcini, gelati e molti dolci tipici dell'arcipelago, fra cui l'halo-halo, la ube cake, e le varianti di quest'ultima.